# Klocówka
Klocówka – wieś w Polsce położona w województwie lubelskim, w powiecie tomaszowskim, w gminie Tarnawatka.
| SIMC    | Nazwa            | Rodzaj    |
| ------- | ---------------- | --------- |
| 0900979 | Kolonia Klocówka | część wsi |

W latach 1975–1998 miejscowość administracyjnie należała do województwa zamojskiego.
Wieś jest sołectwem w gminie Tarnawatka. Według Narodowego Spisu Powszechnego z roku 2011 wieś liczyła 106 mieszkańców.
Wierni Kościoła rzymskokatolickiego należą do parafii Nawiedzenia Najświętszej Maryi Panny w Krasnobrodzie.